# 斯里布內 (羅夫諾州)
50°12′1″N 25°19′53″E / 50.20028°N 25.33139°E
斯里布內（羅馬化：Sribne）是烏克蘭西北部的村莊，隸屬里夫內州的杜布諾區。該村處於瑟滕卡河畔，始建於1557年，面積1.05平方公里，海拔高度210米，2001年人口796。